# Parsian
Parsian (persiska: پارسیان), tidigare Gavbandi (گاوبندی), är en stad i provinsen Hormozgan i södra Iran. Den ligger 58 meter över havet. Parsian är administrativt centrum för delprovinsen (shahrestan) Parsian.